# Quốc huy Pháp

Một biểu tượng ngoại giao của Pháp, được thông qua vào năm 1912 và được mô tả trên hộ chiếu Pháp hiện tại

Quốc huy Pháp hiện tại đã là một biểu tượng của nước Pháp từ năm 1953, mặc dù nó không được công nhận là quốc huy chính thức về mặt pháp lý. Nó xuất hiện trên tấm bìa hộ chiếu Pháp và đã được Bộ Ngoại giao Pháp thông qua là một biểu tượng được sử dụng bởi cơ quan đại diện ngoại giao, lãnh sự vào năm 1912. Quốc huy này sử dụng bản thiết kế của nhà điêu khắc Jules-Clément Chaplain.
Quốc huy này bao gồm:
- Hình một chiếc khiên rộng với một bên là đầu sư tử và một bên là đầu đại bàng, mang theo dòng chữ "RF" ghép lồng với nhau viết tắt cho République Française (Cộng hòa Pháp).
- Một nhánh nguyệt quế tượng trưng cho chiến thắng của Cộng hòa Pháp.
- Một nhánh sồi tượng trưng cho sự trường tồn và thông thái.
- Biểu tượng fasces gắn liền với công lý.